# Pays de l'Adour landais
Pour les articles homonymes, voir Adour (homonymie).
 (octobre 2016).
Si vous disposez d'ouvrages ou d'articles de référence ou si vous connaissez des sites web de qualité traitant du thème abordé ici, merci de compléter l'article en donnant les références utiles à sa vérifiabilité et en les liant à la section « Notes et références ».
On regroupe sous la dénomination de pays de l'Adour landais les pays du sud du département français des Landes (40) qui se distinguent des Landes de Gascogne proprement dit, par le paysage et l'économie qui en découle.

## Présentation
Ces pays sont basés sur les plissements pré-pyrénéens déterminant le cours inférieur de l'Adour. Ils sont fortement vallonnés et disposent de petites plaines fertiles. Les pays de l'Adour landais sont :
Au sud de l'Adour,
- le pays d'Orthe (autour de Peyrehorade)
- la Chalosse (vaste région entre l'Adour, le Gabas et le Béarn)
- le Tursan (ou Airais), région viticole entre Gabas et Adour, au Sud d'Aire-sur-l'Adour

La ville de Peyrehorade, dont le canton forme le pays d'Orthe, est le lieu de confluence des gaves de Pau et d'Oloron) en Gaves réunis, dont la confluence avec l'Adour se situe à la limite sud-ouest de la Chalosse.
Au nord de l'Adour,
- le Maremne
- le pays de Seignanx
- le pays de Gosse (entre Seignanx et Adour, face à Urt)

Le Maremne (du courant de Soustons à Labenne-Océan) continue au sud le Marensin, auquel il ressemble. Plus au sud, le Seignanx (en bordure de l'océan Atlantique) et le pays de Gosse sont situés dans la boucle formée par l'Adour.
Les Petites-Landes (où se situe Mont-de-Marsan, préfecture du département des Landes) sont aussi riveraines de l'Adour, par leur côté sud, face à la Chalosse (lieu de la sous-préfecture Dax) et au Tursan. Dax et Mont-de-Marsan sont les deux principales villes des pays de l'Adour landais, et des Landes.
Les Petites Landes sont traversées par les rivières Midou et Douze qui se joignent à Mont-de-Marsan et y forment la Midouze, elle-même affluent direct (en rive droite) de l'Adour peu après Tartas ; la confluence marque l’extrémité sud-ouest des Petits Landes.

## Géographie historique
Un delta de l'Adour existait au Moyen Âge dans le Maremne ; le fleuve remontait jusqu'à une embouchure à Capbreton, et même jusqu'à Vieux-Boucau, à la limite entre Maremne et Marensin.
Les travaux entrepris au XVIe siècle pour fixer l'estuaire près de Bayonne (au Boucau) ont abouti le 25 octobre 1578 au détournement de l'embouchure de l'Adour (1578). L’ancien lit vers le nord s'est ensuite ensablé jusqu'à disparaitre ; le lac d'Hossegor est un vestige de l'ancien estuaire de l'Adour.

## Syndicat de rivières
La gestion des cours d'eau, ici le cours landais de l'Adour et certains affluents, revient de plus en plus aux collectivités territoriales et intercommunalités : regroupées en syndicats de rivières (à vocation 
unique ou multiple), elles se substituent aux riverains et ont pris en charge les travaux sur les cours d'eau non domaniaux. Le syndicat de rivières peut être compétent géographiquement sur un bassin versant, une vallée ou une partie importante de celle-ci. L'objet est de mener les actions concernant la gestion d'un cours d’eau et de ses affluents (assainissement, restauration des milieux, entretien, mise en valeur de sentiers de randonnée, …).
Le « syndicat du moyen Adour landais » (SIMAL), créé le 21 juillet 1960, et le « syndicat mixte du bassin versant de la Midouze », créé le 11 octobre 1985, ont fusionné en « Syndicat Adour Midouze » (SAM) le 1er janvier 2022. La Midouze est un affluent (rive droite) de l'Adour.
Le territoire du Syndicat Adour Midouze (SAM) comprend plusieurs établissements publics de coopération intercommunale actuels : 2 communautés d’agglomération landaises (Grand Dax Agglomération, Mont-de-Marsan Agglomération) et une demi-douzaine de communautés de communes.
Le Syndicat mixte du Moyen Adour landais (SIMAL) a publié comme maitre d'ouvrage, en 2016, un état des lieux des cours d'eau du bassin versant de l'Adour Landais.
Dans le domaine des loisirs, le SIMAL a initié l'aménagement sur 130 km d'un « Sentier de l'Adour » (sentiers et anciens chemins de halage) le long des rives de l'Adour, entre Dax (à l'ouest) et Aire-sur-l'Adour (à l'est des Landes).

## Culture
Le gascon landais ou parla negre/negue ([parˈla ˈnøɣrə, parˈla ˈnøɣə], le « parler noir ») est une variété de gascon parlée dans une grande partie des pays de l'Adour landais. C'est le parler du Maremne, du Seignanx, du Pays d'Orthe et d'une partie de la Chalosse, du Marensin ainsi que (plus au nord) du Pays de Born, de la Grande-Lande et du val de l'Eyre.
Parmi les mots locaux utiles à connaître, citons :
- barthe (fém.) : « plaine alluviale inondable le long des cours d'eau » ; le dictionnaire[6] de Vincent Foix ajoute que sont plus particulièrement appelés "bartes ou barthes les terrains qui longent l'Adour dans le pays de Gosse". Ce sens de terre inondable pour barthe est propre aux pays de l'Adour landais, en amont comme en aval de Dax[7].
- boucau = « embouchure » (et bouque = « bouche ») en gascon landais (dictionnaire de Vincent Foix)[6]